# Delphacodes anemonias
Delphacodes anemonias är en insektsart som först beskrevs av George Willis Kirkaldy 1907.  Delphacodes anemonias ingår i släktet Delphacodes och familjen sporrstritar. Inga underarter finns listade i Catalogue of Life.